# Eberardo Luis de Wurtemberg
Eberardo Luis (Stuttgart, 18 de septiembre de 1676-Luisburgo, 31 de octubre de 1733) fue el décimo duque de Wurtemberg, desde 1692 hasta 1733.

## Biografía
Nacido en Stuttgart, era el tercer hijo del duque Guillermo Luis de Wurtemberg y su esposa, Magdalena Sibila de Hesse-Darmstadt. Después de la muerte prematura e inesperada de su padre en 1677, la corte decidió darle la tutela a su tío, el duque Federico Carlos de Wurtemberg-Winnental en conjunto con su madre.
En 1693, cuando tenía 16 años de edad, Eberardo Luis fue proclamado prematuramente duque de Wurtemberg por el emperador Leopoldo I de Habsburgo. El joven duque no mostró excesivo interés en los asuntos gubernamentales. Eberardo Luis fue descrito por sus contemporáneos como superficial e influenciable. Más importante aún, su comportamiento llevó al destino político del país a estar en gran medida decidido por su Consejo. El duque prefería la caza y dejó la administración de su ducado en las manos de sus asesores. En 1697, se casó con Juana Isabel de Baden-Durlach.
El duque Eberardo Luis Ludwig fue de 1677 a 1733 el décimo duque de Wurtemberg (desde 1693 gobernante). Introdujo en el ducado de Wurtemberg el absolutismo, pero debido a la resistencia no prevaleció en la expresión completa. Por un lado, reformó el sistema tributario, promovió la manufactura y la minería, admitiendo las nuevas industrias traídas por los hugonotes y estableció un ejército permanente. Por otro lado, las necesidades que imponía la representación cortesana, típica del barroco, acarrearon numerosas deudas.

## Origen
Eberardo Luis nació el 18 de septiembre de 1676 en Stuttgart. Era el tercer hijo del duque Guillermo Luis de Wurtemberg  y su esposa Magdalena Sibylla de Hesse-Darmstadt. Como primogénito que era, era heredero del Ducado de Wurtemberg. Cuando su padre murió el 23 de junio de 1677, tenía 9 meses de edad. Como todavía no podía ser gobernante, el jefe del Sacro Imperio Romano, el emperador Leopoldo I del Sacro Imperio Romano Germánico determinó el 27 de noviembre de 1677 que Federico Carlos de Wurtemberg-Winnentalal fuera el tutor supremo del joven Eberardo Luis. Federico Carlos era el hermano del difunto duque Guillermo Luis, cinco años menor. La madre de Eberardo Luis fue nombrada tutora adjunta por el emperador. Aunque podía intervenir en la educación de este, estaba subordinada al tutor superior Federico Carlos. De hecho, ocupaba el cargo de un príncipe imperial gobernante.

### Educación
El tutor superior, con su actitud cortesana orientada hacia el modelo francés, consolidó la conciencia absolutista de Eberardo Luis sobre la profesión. Una apariencia segura de sí mismo y modales nobles eran esenciales en los siglos XVII y XVIII en la sociedad cortesana para reflejar su propio rango. Pero también se esperaba que un futuro príncipe imperial fuera piadoso. La madre de Eberardo Luis, Magdalena Sibilla de Hesse-Darmstadt, impuso una estricta educación religiosa. Por ello se confeccionó para él un libro de Teología titulado “Theologia Ihro Hochfürstliche Durlaucht Eberhardi Ludovici”, duque de Wurtemberg y Teck, en el que se le formulaban preguntas al duque que requerían un conocimiento detallado de la Biblia. Eberardo Luis tenía cuatro profesores que le enseñaron el latín, francés e italiano, así como religión, geografía, historia, ciencias de la guerra y derecho constitucional. Además, con el mayordomo de la corte Juan Federico von Staffhorst aprendió a montar a caballo, la esgrima y la danza. El futuro duque mantuvo con él una estrecha relación de confianza a lo largo de su vida. Von Staffhorst incluso se convertiría en jefe del consejo secreto del gobierno, el máximo órgano legislativo.

### Guerra de sucesión del Palatinado
La infancia de Eberardo Luis se vio ensombrecida por la Guerra de Sucesión del Palatinado (1688-1697), llamada también guerra de los Nueve Años. Ya en los años setenta y ochenta del siglo XVII, en medio de la paz, el rey francés Luis XIV había incorporado al reino francés territorios pertenecientes al Sacro Imperio Romano Germánico en Alsacia y al norte de Lorena en el Eifel. Mediante el alto el fuego firmado en Ratisbona en 1684, el emperador Leopoldo I reconocía las conquistas francesas hechas en 20 años. Al reanudarse el conflicto bélico, esto es, la guerra por la sucesión del Palatinado, Luis XIV quería obligar al Emperador a que reconociera permanentemente sus conquistas. Apelando a los supuestos derechos hereditarios de su cuñada Isabel Carlota del Palatinado, Luis XIV emprendió una campaña contra el Sacro Imperio.
Después de que los franceses se apoderaran de la fortaleza de Philippsburg, Eberardo Luis huyó ante las tropas que avanzaban hacia la ciudad imperial de Núremberg y luego a Ratisbona, la sede de la Dieta Imperial. La huida humillante contribuyó a que se le viera como parte interesada como duque, a pesar de la considerable resistencia política que había contra un ejército permanente. [9] Sin embargo, el duque de 16 años aún no podía hacer valer su propia voluntad política, ya que según la ley vigente solo podría hacerse cargo de los asuntos del gobierno a la edad de 18 años. Hasta mediados de diciembre de 1688, los franceses controlaron el norte del Ducado de Wurtemberg e incluso conquistaron la capital ducal, Stuttgart. Federico Carlos, el tutor de Eberardo Luis, consiguió en Ratisbona que el emperador Leopoldo I enviara a Stuttgart 3000 soldados que habían luchado previamente contra los otomanos en Hungría, pero las tropas francesas no presentaron batalla y se retiraron de Stuttgart.

### Madurez prematura
La guerra por la sucesión en el Palatinado también tuvo otras consecuencias para el Ducado de Wurtemberg, pues aceleró la entrada de Eberardo Luis en el gobierno. El 27 de septiembre de 1692, Federico Carlos fue hecho prisionero por los franceses. Aunque fue posible expulsar de Wurtemberg al ejército francés hasta la orilla izquierda del Rin, Federico Carlos siguió siendo una baza importante en manos de Luis XIV. El rey francés ofreció liberar al tutor principal, siempre que ello garantizara que la política exterior de Wurtemberg fuera neutral. La derrota militar de Wurtemberg por culpa del emperador Leopoldo I hubiera abierto el camino para el ejército francés a Baviera y Austria.
Los estamentos de Wurtemberg, los representantes de la burguesía y el clero protestante vieron ahora la oportunidad de derrocar al odiado tutor principal. Federico Carlos había enfatizado repetidamente la prioridad del poder ducal frente a los estamentos y no había aceptado que se disolviera el ejército permanente. Por esta razón, los estamentos solicitaron entonces a la madre de Eberardo Luis, Magdalena Sibila de Hesse-Darmstadt, que le pidiera al Emperador que declarara que su hijo era mayor de edad. Esto fue como un golpe de Estado. Sin embargo, Magdalena Sibila también estaba interesada en deshacerse de su principal rival político. Durante la ausencia de Federico Carlos había podido llevar una política de reconciliación con los estamentos, por lo que el regreso del tutor principal al poder habría puesto fin a su influencia política. Magdalena Sibila puso al corriente por carta al emperador Leopoldo I sobre las negociaciones de neutralidad habidas por Federico Carlos con Francia. El 10 de enero de 1693, el Emperador le informó que había declarado mayor de edad a Eberardo Luis y había adjuntado a la carta una copia del acta. Con este documento, Eberardo Luis pudo hacerse cargo oficialmente de los negocios del gobierno como duque de Wurtemberg.

### Primeros años del reinado
Cuando asumió el gobierno, Eberardo Luis se enfrentó a inmensos desafíos extranjeros y nacionales. Aunque los condes y duques de Wurtemberg habían logrado, mediante una hábil política matrimonial, que el pequeño estado fuera el más importante en el suroeste del Sacro Imperio, Wurtemberg se hallaba geopolíticamente entre territorios de los Habsburgo como Friburgo de Brisgovia y el Reino de Francia. Su posición entre las dos principales potencias europeas, Austria y Francia, convirtió repetidamente a Wurtemberg en un teatro de guerra. Debido a las consecuencias de la guerra de los Treinta Años  (1618-1648), la guerra de los Nueve Años y más tarde durante la guerra de Sucesión española, el ducado resultó seriamente devastado y despoblado lo que se tradujo en un retroceso económico. Los 340,000 habitantes de Wurtemberg eran en su mayoría campesinos desamparados que todavía operaban según la rotación trienal de tipo medieval y eran afectados regularmente por la hambruna. En Wurtemberg había solo unas pocas ciudades, como Stuttgart y Tubinga, pues Esslingen y Heilbronn eran ciudades imperiales.
Uno de los problemas internos era que se trataba de un estado corporativo dualista. Dualista significa aquí que dos fuerzas independientes (el duque, por un lado, y los estamentos de Wurtemberg, por el otro) compartían el poder estatal y perseguía fines políticos en conflicto. Desde el Tratado de Tubinga de 1514, los estamentos -como representantes del clero protestante y la alta burguesa- tenían derecho a autorizar la contribución fiscal, con lo cual podían ejercer a menudo una presión significativa sobre las políticas de los duques de Wurtemberg.
El joven duque no estaba preparado para los inmensos desafíos políticos que lo esperaban como duque. Aunque había recibido una buena educación, su tutor principal o su madre no lo habían introducido en el negocio real del gobierno. El duque, de 16 años, carecía de la disciplina para trabajar a través de archivos o delegar reformas. 
Esta circunstancia favoreció la elección por el duque de favoritos capaces en el Consejo Privado, el cuerpo legislativo supremo. Un apoyo particularmente importante para él fue el mayordomo de la corte Juan Federico von Staffhorst. Al principio, Magdalena Sibila de Hesse-Darmstadt trató de ejercer influencia en el Consejo Privado, pero Eberardo Luis la desplazó finalmente del círculo político. Tan solo sus deberes representativos los cumplía Eberardo Luis fielmente. La generosa promoción de la música y el teatro sirvió para demostrar su afiliación política al círculo cultivado de la alta aristocracia. Dado que, por un lado, el duque dejó la administración de su país prácticamente en manos del Consejo Privado y que, por otro lado, se fomentaba la cultura cortesana, el embajador francés calificaba la superficialidad como la primera cualidad del carácter del duque.

### Paz de Rijswijk
La Guerra de Sucesión Palatina continuó hasta octubre de 1697. Por esta razón, Luis XIV también se aferró a esta guerra durante tanto tiempo porque quería suavizar el área alrededor de la orilla derecha de Philippsburg y Estrasburgo. Con este fin, murallas medievales y castillos en cuyas fuerzas de paz fueron capaces de acercarse a las posiciones francesas sobre el Rin, son eliminados. Un claro campo de fuego debería permitir al ejército francés llevar a los príncipes imperiales del Rin a la dependencia militar y política de Francia. Ciudades de Württemberg como Marbach, Backnang, Großbottwar y Beilstein fueron quemados por los soldados franceses. El saqueo, los pagos de contribuciones y los incendios provocados favorecieron la propagación de enfermedades y la escasez de alimentos. Solo la paz de Rijswijk del 30 de octubre de 1697 puso fin a la miseria de la guerra. Eberhard Ludwig envió a los consejos secretos Johann Georg von Kulpis y Anton Günther von Heespen a las negociaciones. En nombre del duque de Wiirttemberg, que no participó personalmente en las negociaciones, debían devolver la ciudad de Estrasburgo al Sacro Imperio Romano.y exigir un pago de compensación francés de 8 millones de florines. Sin embargo, el emperador y las propiedades imperiales católicas rechazaron esto por consideración para la conclusión de paz más rápida posible. Después de todo, Eberhard Ludwig recuperó el condado de Mömpelgard, un exclave de Württemberg, que estaba completamente encerrado por el territorio francés.

### Primer parlamento estatal y conflicto con las fincas
En la segunda mitad de la década de 1690, Eberhard Ludwig se dio cuenta de su responsabilidad como duque. Sobre todo en vista de los nueve años de guerra, que quería garantizar una defensa más eficiente del país. Desde la conquista francesa de Estrasburgo y Alsacia, Württemberg carecía de una zona de amortiguación significativa. Por lo tanto, un ejército permanente bien entrenado era esencial para el duque, sin embargo, lo instó a renunciar a las fincas de Württemberg en tiempos de paz con gravámenes adicionales. En el momento de la Guerra de Sucesión del Palatinado ya tenía el tutor principal Friedrich Karl para la financiación de un ejército permanente, exigió la entrega de la 30.ª parte de los rendimientos de grano y vino. Ahora, sin embargo, prevaleció la paz y los estados exigieron no solo la disolución de la tasa, sino también de todo el ejército. Amenazaron al duque con no pagar más por los costos del ejército de Württemberg. Por lo tanto, existía la necesidad de un Landtag, es decir, una reunión conjunta entre el duque y las fincas.
El 29 de septiembre de 1698, Eberhard Ludwig convocó a la Dieta. En esta ocasión, el duque quería recordar a los Estados que no los reconocía como socios políticos iguales y para ello recurrió a servirse del típico esplendor cortesano. En el patio del Palacio Viejo, la residencia principal de Stuttgart, los guardaespaldas enrejados vestidos con uniformes nobles recibieron a los representantes de las fincas. El duque los esperaba desde un podio elevado cubierto de alfombras preciosas. Su silla era de terciopelo rojo. Incluso en la mesa común, Eberhard Ludwig expresó simbólicamente que reclamaba un rango más alto que los estados. El duque, que nunca había estado allí antes, cenó en una mesa separada exclusivamente con los miembros de su familia. Poco después, el no de las fincas señalaría la repentina desintegración del tablero. El 13 de octubre de 1698 las fincas rechazaron la petición del Duque de mantener el ejército permanente señalando las deudas de guerra todavía no abgezahlten. Johann Heinrich Sturm, el consultor principal de las fincas, también criticó que el Consejo Secreto estaba sujeto solo a las órdenes del duque. De hecho, Eberhard Ludwig, como primer duque de Wiirttemberg, había ocupado puestos del Consejo Privado exclusivamente para sus secuaces favoritos, privando así a los estados de una influencia importante. Como Eberhard Ludwig no pudo llegar a un acuerdo, disolvió la Dieta el 31 de enero de 1699. Era seguir siendo el único parlamento estatal de su reinado. Eberhard Ludwig ahora recaudaba un impuesto militar sin el consentimiento de las fincas. Cuando algunos representantes de las fincas recurrieron al Kaiser para hacer cumplir la retirada del impuesto militar, Eberhard Ludwig amenazó con llevar a cabo arrestos para intimidar las fincas. Al mismo tiempo, en su función de summus episcopus o como jefe de la iglesia de Wurttemberg, promulgó una ley según la cual los ministros de Württemberg tuvieron que prestar juramento cuando fueron nombrados, para no apelar a las autoridades fuera del ducado. De esta manera, Eberhard Ludwig pudo bloquear las quejas de las propiedades del Emperador prematuramente. El ejército permanente no se disolvió.

### Imagen de valdenses y hugonotes (desde 1699)
Documento de intolerancia bajo Luis XIV: el edicto de Fontainebleau
Entre los mayores logros de la política de Eberhard Ludwig estuvo la admisión de refugiados religiosos reformados o calvinistas del Reino de Francia y el Ducado de Saboya. Como monarca católico, Luis XIV de Francia aspiraba no solo a la unidad política sino también a la unidad religiosa del estado. Un despojo gradual de los protestantes franceses, los llamados hugonotes, seguido de 1679 persecución abierta. Los dragones del rey francés ocuparon las casas de los hugonotes para convertirlos por la fuerza al catolicismo. El 18 de octubre de 1685, Luis XIV proclamó el edicto de Fontainebleau, En doce breves párrafos, el edicto resolvió la destrucción de las iglesias protestantes, la prohibición del culto privado y la galera de los hombres y el encarcelamiento de las mujeres que se negaron a cambiar su denominación. Ante la pérdida de sus derechos civiles, muchos hugonotes intentaron huir. En 1686, bajo la presión de Luis XIV, el duque de Saboya, Víctor Amadeo II, prohibió la confesión reformada en los valles valdenses en el Piamonte. Los llamados valdenses fueron expulsados del ducado en 1687 si no se convertían al catolicismo.
La recepción de los hugonotes y valdenses en Württemberg se había visto obstaculizada durante mucho tiempo por la estricta actitud protestante-luterana de los estados, la iglesia, el Consejo Privado y el guardián superior Friedrich Karl. Internamente, incluso Eberhard Ludwig tolerado el calvinismo no a los refugiados religiosos. Sin embargo, para garantizar la rápida reconstrucción de su país destruido por la guerra de los Treinta Años y la Guerra de Sucesión Palatina, consideró un estado cortesía de una tolerancia. Tal política de peuplicacióno la política de asentamiento regida por la realeza era bastante típica en el siglo XVII. Para atraer a Waldenses y Hugonotes a su ducado, Eberhard Ludwig recurrió a los medios de privilegio. En un privilegio del 4 de septiembre de 1699, prometió la libertad de religión, el uso público del idioma francés y el establecimiento de políticas independientes, administradas por los propios fieles. Schultheiße y los consejos locales pudieron ser elegidos por los mismos valdenses. Por el momento, no tenían que organizarse en gremios, lo que significaba una libertad de comercio limitada en el tiempo. 2000 refugiados religiosos fueron recibidos de esta manera en 1699. Los refugiados lideraban la papa en Württemberg Nacieron nuevas profesiones como relojeros, tejedores de seda, fabricantes de pelucas, sombrereros y traficantes de perfumería. Especialmente en Stuttgart y más tarde, Ludwigsburger Hof encontró a estos compradores ricos en artículos de lujo. Para promover aún más Eberhard Ludwig emitió en 1720 un edicto, que preveía una diputación valdense. A través de esta organización, los valdenses pudieron regular sus asuntos religiosos y culturales hasta 1823. Aunque fuera de Stuttgart y Ludwigsburg, d. h. Sin el apoyo directo de la corte ducal, y debido a las limitadas condiciones técnicas y financieras del marco, no se desarrolló una recuperación apreciable de la economía, la recepción de los hugonotes y valdenses fue a largo plazo una ganancia significativa para el ducado.

### Introducción del calendario gregoriano
De 1582 a 1699, dos tiempos fueron comunes en el Sacro Imperio Romano; los calendarios juliano y gregoriano. Desde la reforma del defectuoso calendario juliano del papa Gregorio XIII. había salido, el ducado luterano de Württemberg había mantenido el calendario juliano, mientras que en el frente católico de Austria, que limitaba con Württemberg en el sur, ya en 1582, se introdujo el calendario gregoriano. Esto resultó en una diferencia de diez días calendario entre los dos territorios alrededor del año 1700. Para poner fin a la confusión temporal, Eberhard Ludwig emitió el 14 de noviembre de 1699 un rescripto general, según el cual el censo de tiempos debería adaptarse al estado actual de las ciencias naturales. En 1700, reconoció la decisión del Reichstag eterno en Regensburg e introdujo oficialmente el calendario gregoriano en Württemberg. El 18 de febrero fue seguido inmediatamente por el 1 de marzo de 1700. En todo el Sacro Imperio Romano, un solo calendario estaba en vigor.

## Guerra de sucesión española

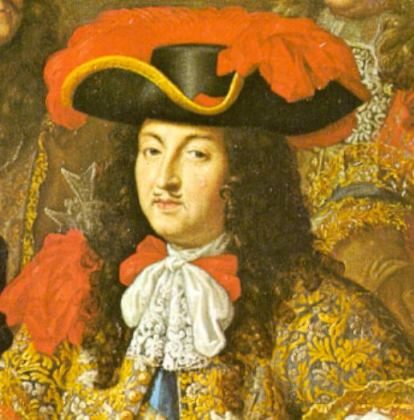
Luis XIV de Francia, retrato de 1667, Charles Le Brun
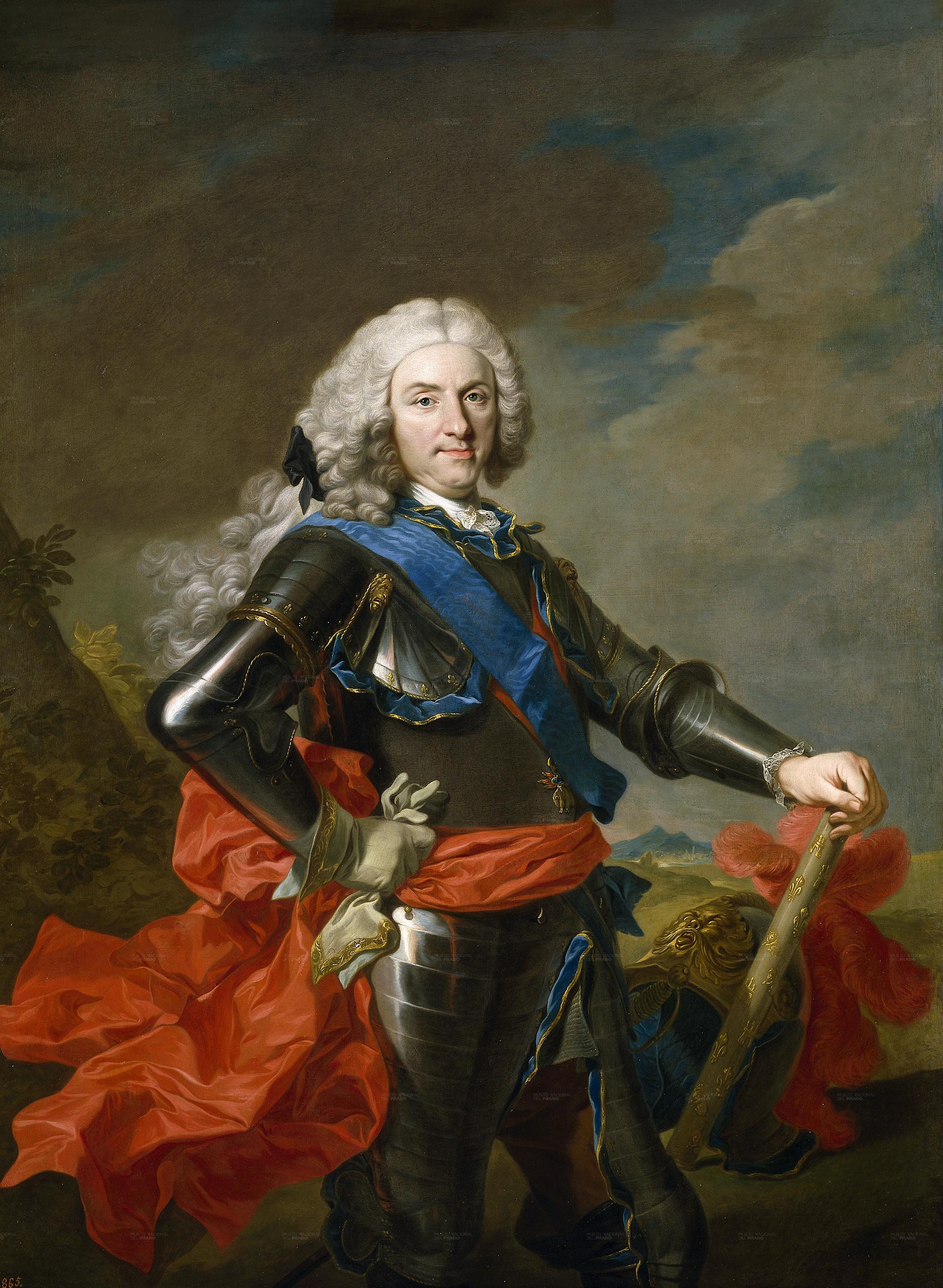
El rey Felipe V de España, retrato de 1739, Louis-Michel van Loo
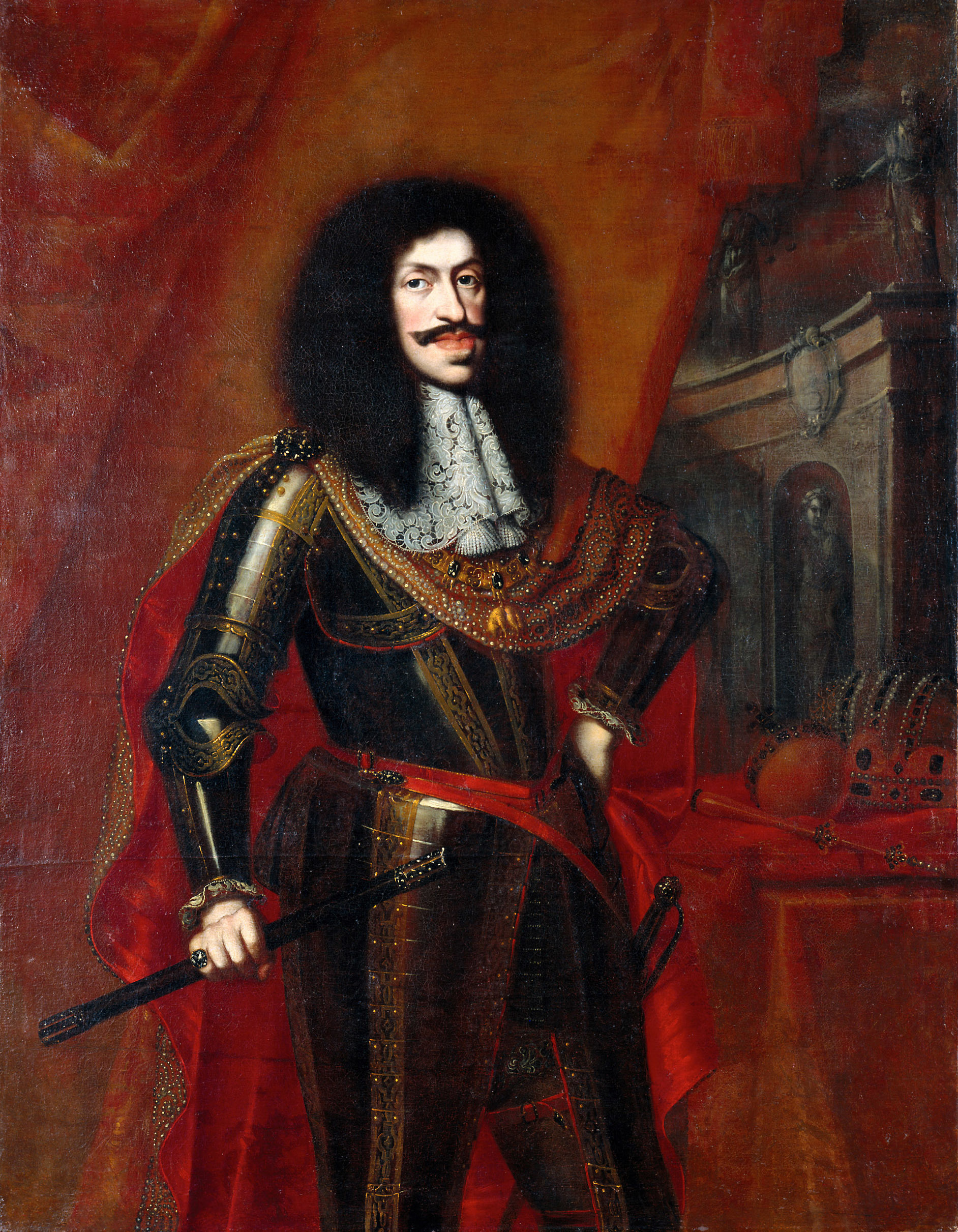
Emperador Leopoldo I, Retrato de Benjamin von Block (1672)
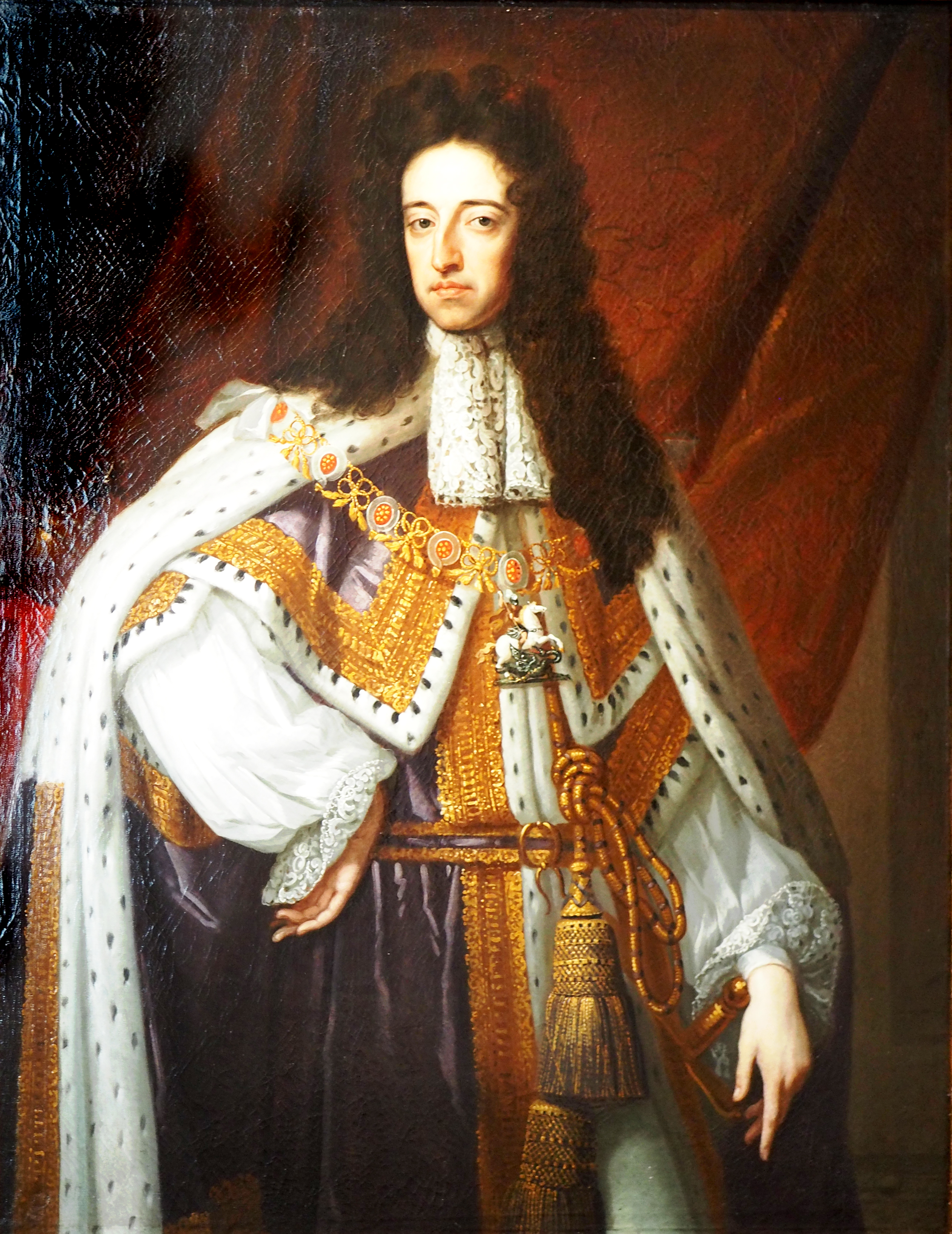
Guillermo III de Orange como Estatuder de los Países Bajos y Rey de Inglaterra, Escocia e Irlanda (alrededor de 1690), por Godfrey Kneller

En su carrera militar, Eberhard Ludwig estuvo involucrado en el cambio de siglo en un conflicto de las potencias europeas, la llamada guerra de sucesión española (1701-1714). El 1 de noviembre de 1700, el Rey Carlos II, nacido de la dinastía de los Habsburgo, murió y, en su testamento, designó a Felipe V. de Anjou, nieto de su cuñado Luis XIV de Francia, como su sucesor. Dinásticamente, sin embargo, vio a los Habsurgo austríacos bajo el emperador Leopoldo I como el único sucesor legítimo del trono español. Después de Luis XIV, Felipe V utilizó como rey español y la posesión española de Milán. Leopold envió un ejército al norte de Italia, con el que comenzó la guerra de sucesión española. En la Gran Alianza de La Haya del 7 de septiembre de 1701, Austria se aseguró con el apoyo de Guillermo III de Orange el apoyo militar de los Países Bajos e Inglaterra.
Eberhard Ludwig primero quería permanecer neutral, al igual que los círculos imperiales de Franconia y Suabia, en esta confrontación de las grandes potencias, habían hecho con el emperador en la paz de Rijswijk experiencias muy malas. Eberhard Ludwig todavía estaba molesto porque el tratado de paz no atendió sus demandas esenciales. Sin embargo, cuando se enteró de las negociaciones del elector bávaro Maximiliano II Emanuel con Luis XIV, temió una renovada marcha francesa a través de su ducado. Para unir al duque consigo mismo, el emperador Leopoldo lo nombró en mayo de 1702 teniente mariscal de campo. Hasta ese momento, con todo, Eberhard Ludwig no había jugado un papel militar importante. Sin embargo, para ganar prestigio militar, transfirió a Eberhard Ludwig en junio de 1702 los asuntos de estado en Stuttgart, el consejo secreto, para poder recurrir por completo a la campaña. Pocos días después de la captura exitosa de la Landau fortaleza por Margrave Ludwig Wilhelm von Baden-Baden, la situación de guerra de Wurttemberg cambió. Desde el bávaro elector Maximiliano II Emanuel fue recibido el 10 de septiembre año 1702 teme una alianza con Luis XIV., Württemberg vino entre Baviera y Francia en una posición estratégicamente difícil. Si las tropas francesas llegaran a Baviera, podrían haberlo utilizado como área de concentración en dirección a Viena. En este momento, podría ser decisivo para la guerra evitar una unificación de los ejércitos bávaro y francés. Para proteger a su país, Eberhard Ludwig aumentó sus fuerzas a una milicia de mil hombres, compuesta de voluntarios. Para poder mantener un ejército aún mayor ante la amenaza constante de Wiirttemberg, concluyó un acuerdo de subsidio con los Estados Generales de las Provincias Unidas de los Países Bajos. Los Estados Generales pagaron por 15,000 táleros por 4000 hombres, un regimiento de granaderos, dos regimientos de infantería y un regimiento de dragones. Esto facilitó temporalmente la precaria situación financiera del duque. El punto de inflexión en la guerra se anunció el 13 de junio de 1704 en Großheppach. Allí, los tres líderes militares principales se reunieron (el duque de Marlborough, el príncipe Eugenio de Saboya y el margrave Ludwig Wilhelm) para discutir su curso de acción adicional. Eberhard Ludwig también estuvo presente, pero no fue consultado sobre las deliberaciones. En la Segunda Batalla de Höchstädt dirigió Eberhard Ludwig el 13 de agosto de 1704 parte de la caballería en el ala derecha Contribuyó allí a la victoria decisiva sobre las tropas bávaras y francesas. El elector bávaro tuvo que huir a Francia y se evitó la amenaza de Württemberg. También en el Alto Rin tomó Eberhard Ludwig en varios enfrentamientos, en lo personal. Después de la muerte del margrave Ludwig Wilhelm de Baden-Baden, el emperador nombró al duque el 4 de junio de 1707 mariscal de campo general del círculo imperial de Suabia. Eberhard Ludwig no participó en las grandes batallas de los años siguientes en el norte de Italia y los Países Bajos. Había caído en la ingrata tarea de mantener la guardia en la frontera suroeste del Reich, lo que no siempre era posible con la debilidad de las formaciones disponibles. En los años siguientes, Eberhard Ludwig completó una brillante carrera militar, lo que llevó al nombramiento como comandante en jefe del Ejército del Rin.

### Cambio del blasón (1705)
Para enfatizar sus reclamos de un Rangerhöhung para el Elector, Eberhard Ludwig hizo en 1705 cambios en el escudo de armas de Württemberg. La razón de esto fue la disputa con el Electorado de Hannover sobre el liderazgo de la Reichsturmfahne. Este alto insignia militar del Santo Imperio Romano fue usado originalmente en la Guerra de un caballero montado a durar, pero uno de los cargos de Markgröningen. 1336, el condado Markgröningen se convirtió en un feudo de los condes de Württemberg, el Reichsturmfahne estaba en su posesión. En el Reichstag en Worms de 1495. Esta oficina fue confirmada permanentemente a los duques de Württemberg. Los duques de Württemberg lideraron la Reichsturmfahne hasta 1705 relativamente indistinta en su escudo de armas (ver Figura escudo de armas 1, águila imperial negra sobre fondo blanco). No fue sino hasta 1692 que la recién creada dignidad de cura de Hannover estuvo vinculada a la asunción de un archivo, una oficina judicial puramente simbólica en el Emperador, Ernst August de Hannover se exigió a sí mismo el Reichsturmfahne. Eberhard Ludwig, sin embargo, logró mantener esta dignidad contra Hannover. Para que nadie cuestionara su reclamo de título, lo que lo colocó en las inmediaciones del Electorado, se renovó el escudo de armas de Württemberg (ver ilustración del escudo de armas 2). Los cuatro campos principales de los brazos, cada uno representando un territorio del Ducado de Württemberg, se movieron hacia arriba, con los motivos de fondo no han cambiado. La única excepción fue el "Heidenkopf" vestido de rojo (abajo a la derecha), que representaba la ciudad de Heidenheim an der Brenz, que pertenecía a Württemberg desde 1448. En el escudo de armas anterior, la heráldica de la ciudad aún no aparecía. Las barbillas (abajo a la izquierda) representaban el Condado de Mömpelgard, que fue gobernado hasta 1723 por una rama dinástica del duque. The Eagle (parte superior derecha) sirvió como el símbolo de la bandera tormenta imperial o dominio sobre el condado Markgröningen. El patrón de diamante amarillo y negro (arriba a la izquierda) representaba al Ducado de Teck, que cayó ante Württemberg en 1495. Entre los cuatro grandes campos estaba el emblema raíz de la dinastía, que simbólicamente mantenía unidos los diversos territorios del ducado.

### Comienzo de la relación con Wilhelmine von Grävenitz
En su matrimonio con Johanna Elisabeth de Baden-Durlach, que se cerró por razones de estado, Eberhard Ludwig no encontró la felicidad amorosa esperada a la que palpitaba. Johanna Elisabeth no estuvo a la altura del ideal de belleza de la época, a menudo estaba enferma y se adhirió a una estricta visión cristiana de la vida. Apenas después de que el heredero al trono naciera de Friedrich Ludwig en 1698, descuidó a su esposa segura de sí misma en favor de cambiar de enlace. Estas relaciones con sus amantes no duraron mucho, por regla general. Primero Wilhelmine von Grävenitztuvo éxito con una breve interrupción para atar al duque durante 25 años. Grävenitz, de 20 años, provenía de una antigua familia noble. Su abuelo e inicialmente su padre habían ocupado altos tribunales y oficinas estatales al servicio de los duques de Mecklemburgo en Schwerin, antes de que la familia ingresara al servicio de Württemberg en 1706. El hombre más poderoso del duque, Hofmarschall Johann Friedrich von Staffhorst, reconoció de inmediato en la bella e intelectualmente talentosa Wilhelmine von Grävenitz una herramienta con la que podía distraer al duque de sus asuntos gubernamentales. El duque, empleado por la amante, le habría dejado, Staffhorst, una mano libre en política. Con el fin de despertar el interés en el Grävenitz lo más rápido posible, Staffhorst ordenó a su esposa que equipara al Grävenitz con el vestuario necesario y los preparara para los modales en el Palacio Viejo de Stuttgart. Eberhard Ludwig se inspiró rápidamente en la mujer alta con su galante francés, sus habilidades para el canto y su alto nivel de educación. El duque también quedó impresionado por la forma en que diplomáticamente Wilhelmine logró mantenerse al margen de las tensiones de los cortesanos en competencia y vincular a grupos de personas. Sin embargo, sobre todo, trabajó constantemente en los archivos relacionados con los asuntos administrativos y gubernamentales de Eberhard Ludwigs. Con este conocimiento, ella pudo servir al duque como asesor político cercano. Staffhorst, debido a la ambiciosa amante, ahora incluso temía por su posición dominante en la corte. En lugar de una relación sexual de corta duración, había donado involuntariamente una verdadera historia de amor, que ahora determinó decisivamente hasta 1731 las decisiones políticas del duque.

### Asunto del Estado de Grävenitz
Con el fin de asegurar a la amante su reconocimiento duradero, Eberhard Ludwig planeó en el verano de 1707 una doble apreciación de su amada; una vez por matrimonio y otra por un Rangerhöhung a la condesa imperial. El matrimonio de la Iglesia el duque inicialmente mantenida en secreto, por lo que se desconoce la fecha de la boda. El pastor Johann Jakob Pfähler, quien después de todo dio su bendición a una dudosa segregación o bigamia, hizo que Eberhard Ludwig ascendiera a una oficina de la iglesia mejor pagada. Eberhard Ludwig sabía que conocer a su segunda esposa conduciría a la indignación de la población firmemente anclada en la fe luterana-protestante. Pero aún peor sería la protesta de Las fincas de Württemberg y el emperador en Viena habían logrado forzar al duque a favor de la rama dinástica para abdicar. El matrimonio con Wilhelmine von Grävenitz era, en la percepción del tiempo, no un asunto privado del duque, pero podía provocar una crisis estatal y dañar la reputación de la dinastía duradera. Por su mérito en la guerra de sucesión española, que duró hasta 1714, Eberhard Ludwig podía esperar la buena voluntad del Emperador. Eberhard Ludwig le había pedido al Kaiser por correspondencia que elevara a Grävenitz al rango de condesa, una dignidad que él mismo no podía otorgar. El 13 de noviembre de 1707, Eberhard Ludwig renunció al secreto de su matrimonio. Quería enfatizar la plena legalidad de su matrimonio; Landgrave Philip I de Hesse y el elector Karl Ludwig von der Pfalz ya habían estado allí. Vivió en bigamia. Ambos casos habían sido tolerados por el Kaiser. Además, los abogados estatales de la Universidad de Halle habían afirmado que la posición del príncipe sobre la ley se transfería automáticamente a sus amantes (en Württemberg representaba a la población común en bigamia la pena de muerte). Desde el punto de vista de Eberhard Ludwig, su segundo matrimonio fue legalmente inviolable. A principios de diciembre de 1707, un diploma imperial llegó a Stuttgart, que mejoró el rango de Grävenitz según la solicitud ducal.  Debido a que creía que para conseguir el apoyo del emperador en la cuestión del matrimonio, el Duque tenía su corte Mariscal Johann Friedrich von Staffhorst despedido de todas sus publicaciones. Debido a la protesta pública en todo el ducado, Staffhorst había exigido al duque que revisara el matrimonio con los Grävenitz.
Johanna Elisabeth de Baden-Durlach, la humilde esposa de Eberhard Ludwigs, recurrió tanto a su padre como al gobernante Margrave Friedrich VII Magnus de Baden-Durlach, así como al emperador Joseph I. Esto también ganó el apoyo del Landgrave Charles de Hesse-Kassel y Duke Anton Ulrich de Brunswick-Wolfenbüttel. Eberhard Ludwig no era rival para la presión de los príncipes imperiales y el emperador, quienes le pidieron que anulara su matrimonio con los Grävenitz. Con mayor resistencia, el emperador legalmente tendría el Reichsachty la deposición sobre él puede pronunciar lo que Eberhard Ludwig no quería arriesgar. El 18 de junio de 1708, el segundo matrimonio fue declarado inválido por un tribunal de matrimonio especialmente designado. El 28 de diciembre de 1708, la condesa Grävenitz finalmente abandonó Württemberg para viajar al exilio en Suiza. Cuando Eberhard Ludwig y Johanna Elisabeth se conocieron en marzo de 1710, el conflicto matrimonial se resolvió por el momento.

### Fundación del Kommerzienrat
En su política económica, Eberhard Ludwig se orientó como la mayoría de los príncipes del siglo XVII al modelo francés. Con una política económica dirigida por el estado, el llamado mercantilismo, intentaron aumentar el desempeño de sus países. Las medidas incluyeron, por ejemplo, la exportación de productos nacionales y la restricción de las importaciones de bienes extranjeros, tales como B. por derechos de aduana. Según las ideas contemporáneas, el dinero habría permanecido en el círculo económico del país y habría aumentado el poder adquisitivo de la población. El mercantilismo fue acompañado por el desarrollo de las llamadas fábricas. Fue, a diferencia del pasado principalmente en gremios artesanía organizada, reunió a varios grupos profesionales para producir ciertos productos terminados en un solo lugar y en grandes cantidades.
El 13 de septiembre de 1709, Eberhard Ludwig fundó el primer Consejo Comercial alemán para la intervención más calificada del estado en la vida económica. Se suponía que el panel debía asesorar, encontrar y administrar fábricas, minas, casas de trabajo, servicios postales y carreteras. Muchas medidas de política económica en el reinado del duque fueron iniciadas por el Consejo Comercial, pero respaldadas y realizadas por Eberhard Ludwig. Esto incluye, sobre todo, la promoción de la viticultura antes de la guerra de los Treinta Años(1618-1648) había sido la principal exportación de Württemberg a Baviera y Austria. Ha habido sanciones severas para los falsificadores de vino, en un caso incluso la pena de muerte. Un edicto del duque prohibió el prensado de manzana y perada, porque esta bebida redujo el consumo de vino. Las manzanas y las peras, de acuerdo con el reglamento, solo se deben procesar para mermelada.

### Negociaciones con Francia
En la guerra de sucesión española, Eberhard Ludwig había perseguido dos grandes ambiciones; Primero, una ampliación territorial y, en segundo lugar, una apreciación de su rango, ya sea como Elector o incluso como "Rey de los francos".  Durante la lucha contra el elector de Baviera había rodeado de territorios regionales Württemberg gobernar en 1704 Wiesensteig ocupada en la Ostalb. El territorio bávaro esperaba ser premiado en posteriores negociaciones de paz como recompensa por el apoyo del emperador. Para asegurar su reclamo a Wiesensteig, Eberhard Ludwig trató de concluir alianzas con Prusia y el Palatinado. Con su ayuda, Eberhard Ludwig quería, como en el pasado Guerra de Sucesión Palatina para hacer cumplir el regreso de Estrasburgo y Alsacia.
El ambicioso deseo de mejorar su rango se debió al hecho de que Hannover en 1692 podría convertirse en el Electorado y Prusia 1701 en el reino. Ambos recibieron esta dignidad del Emperador en agradecimiento por su apoyo militar contra Francia. Como los electores eligieron al emperador, pudieron hacer importantes demandas políticas por adelantado. Como electores, disfrutaron de una mayor soberanía, lo que podría haber evitado la interferencia externa como en el caso Grävenitz. El título de un gobernante superior no solo sirvió al prestigio, sino que podría expandir considerablemente la libertad de acción de un príncipe del Imperio restringido por la ley imperial. Por lo tanto, Eberhard Ludwig incluso estaba listo para que tal Rangerhöhung cambiara los frentes y el rey francés Louis XIV. para poner Este último intentó, aunque sin éxito, continuar ganando terreno separando a los príncipes imperiales de la Liga del Reich. Para esto, Luis XIV dependía de las concesiones a sus posibles aliados. En repetidas ocasiones, él o sus negociadores le ofrecieron al Duque la oportunidad de adquirir el Sombrero del Elector y las ciudades imperiales de Suabia. Sin embargo, dado que Francia no logró ningún éxito notable con el Reich, Eberhard Ludwig pronto retiró a sus negociadores. Ahora todo dependía del resultado de las próximas negociaciones de paz que ocurrieron en 1714.

### El regreso de Grävenitz
El destierro de la amante ducal no duró mucho.  Esto es debido principalmente a la estrategia inteligente de Württemberg Legationsrat debido Johann Heinrich Schütz. Sugirió que Eberhard Ludwig, Wilhelmine von Grävenitz, ahora nombrado Condesa de Urach, se casaran en un matrimonio ficticio con su primer ministro, el viudo Johann Franz Ferdinand y el Conde von Würben y Freudenthal, plagado de culpa. Bajo la apariencia de este matrimonio ficticio, Eberhard Ludwig recuperó a su amante del exilio suizo. Margrave Karl III. Guillermo de Baden-Durlach, el hermano de la verdadera esposa de Eberhard Ludwig, estaba listo para reconocer la afrenta debido al peligro de otra invasión francesa. El emperador José I, que había contribuido a la escalada del caso Grävenitz, murió el 17 de abril de 1711. Su sucesor Carlos VI. adoptó una actitud más tolerante hacia el problema del matrimonio Eberhard Ludwigs. A través de estas condiciones externas cambiantes y numerosas negociaciones, Schütz pudo superar casi toda resistencia. Para agradecerle, fue nombrado en 1712 por Eberhard Ludwig en el Consejo Privado y en 1717 incluso se le planteó al barón. En la corte, Eberhard Ludwig condenó a su amante demostrativamente al papel representativo de una duquesa. En el Residenzschloss Ludwigsburg residió la condesa desde 1715 en el apartamento, que en realidad estaba destinado a Johanna Elisabeth de Baden-Durlach. De nuevo, ella asumió el papel de corregente y asesora del duque. Se puede tener la seguridad de que Eberhard Ludwig apenas tomó una decisión sin escuchar primero su opinión. Al mismo tiempo, demostró la afirmación absolutista de que solo su voluntad y su favor podrían decidir sobre el ascenso y la caída del aparato estatal. Ante la insistencia de su amante, Eberhard Ludwig incluso debilitó al Consejo Privado, el órgano supremo de gobierno. Consejo Privado fue formalmente las Württemberg Estates cometió y criticó la lujosa corte del duque. Bajo el pretexto de que no podía viajar constantemente desde su residencia en Ludwigsburg a las reuniones del Consejo Privado de Stuttgart, fundó en 1717 un ministerio de conferencia, que estaba subordinado solo al duque. El Consejo Secreto fue suplantado cada vez más a una función subordinada al Ministerio de la Conferencia. El ministerio de la conferencia fue, por lo tanto, un paso importante hacia el deseado absolutismo principesco. Para un mejor control de sus ministros, el duque ordenó en una orden del gabinete del 4 de mayo de 1724 que los lunes, miércoles y viernes, el secretario secreto y el asesor del ministerio de la conferencia tenían que estar en la sala del gabinete del duque. Tenían que informar a Eberhard Ludwig sobre todos los asuntos de gobierno y asesorarlo, con la presencia de la condesa imperial de Würben.

### Navegación del Neckar
El duque Eberhard Ludwig y sus asesores intentaron realizar el plan de navegación del Neckar, que ya había sido seguido por el duque Christoph a mediados del siglo XVI. Debido a la resistencia de la ciudad imperial Heilbronn independiente de WürttembergSin embargo, el trabajo podría realizarse principalmente en suelo de Württemberg. A medida que los molinos y otras estructuras sobresalían en Heilbronn hacia el Neckar, los pasajeros deberían verse obligados a detenerse en la ciudad. Debido a las negociaciones fallidas con Heilbronn y Esslingen, el trabajo no pudo comenzar hasta 1712. A partir de 1713, la ruta entre Heilbronn y Cannstatt podría liberarse, aunque permaneció. Eberhard Ludwig ordenó en 1716 que al menos dos buques de mercado debían operar en el río durante la semana. El viaje en barco por el Neckar probó a pesar de todos los esfuerzos, el consejero y el Duque como poco rentables.

### Introducción del impuesto sobre la renta (1713)
Para poder financiar la creciente granja y el ejército, Eberhard Ludwig se basó en impuestos más eficientes. Por lo tanto, las llamadas Terceras Instrucciones Tributarias emitidas por el Duque el 24 de enero de 1713, declararon que el monto del impuesto tenía que determinarse de acuerdo con los ingresos o el volumen de negocios respectivos. Anteriormente, los grupos de población más influyentes políticamente con mayores tenencias de tierras e ingresos tenían que pagar menos impuestos debido a las fincas de Württemberg. Eberhard Ludwig, sin embargo, fue al menos una consideración secundaria para una distribución más justa de los impuestos, mucho más importante fue el aumento de los ingresos así obtenidos.

## Paz de Baden (1714)
El 7 de marzo de 1714, el Archiducado de Austria y el Reino de Francia pusieron fin a la guerra de sucesión española en la paz de Rastatt, sin llegar a ningún acuerdo sobre los príncipes imperiales. Esto sucedió solo el 7 de septiembre de 1714 en la paz de Baden. El emperador no cumplió con las demandas de Eberhard Ludwig: el duque tuvo que devolver el gobierno de Wiesensteig a Baviera, renunciar a cualquier aumento en su título y reconocer el paradero de Alsacia en Francia. Por lo tanto, todas las ambiciones perseguidas por el duque en la guerra fracasaron.

### Período de paz
Algunas áreas del Ducado de Württemberg estaban fuera de las fronteras del país, como el condado de Mömpelgard, que estaba encerrado por el Reino Libre francés de Borgoña. No descartó una línea de rama dinástica de Eberhard Ludwig. Sin embargo, su primo Leopold Eberhard de Württemberg-Mömpelgard murió el 25 de febrero de 1723 sin dejar sucesores legítimos. Los hijos, todos ilegítimos y, por lo tanto, sin derecho a hermanos, aún reclamaban el gobierno. Eberhard Ludwig tenía que reaccionar si quería unir el condado de Mömpelgard con su ducado. Envió a su primer ministro, el conde Friedrich Wilhelm von Grävenitz, el hermano de su amante, en la capital Mömpelgard. Dado que la población rural conservadora del condado rechazó el regimiento de amantes de su soberano fallecido, el conde imperial podría ganarlos fácilmente. Los campesinos armados finalmente expulsaron al hijo ilegítimo de Leopold Erhard. Poco después, Eberhard Ludwig partió con un gran séquito en el condado para rendir homenaje a los súbditos de Mömpelgarder. Con este acto simbólico, en el que los sujetos juraron lealtad y el duque a cambio garantizó protección, tomó posesión del territorio. Eberhard Ludwig logró así su única expansión territorial. Este éxito fue ciertamente muy frágil, porque a diferencia del resto del ducado tenía que esperar que la población segura de sí misma pudiera aliarse rápidamente con el rey francés contra él. Eberhard Ludwig, por lo tanto, no se refirió al extenso autogobierno de las ciudades de Mömpelgard. 

### Viaje y estancia en la corte prusiana (1731)
Para poder seguir una política más independiente hacia el Archiducado de Austria, Eberhard Ludwig contó con el apoyo de la creciente supremacía protestante del reino de Prusia. También pasaron estrechamente relacionado con la familia real de Prusia. El elaborado tren de pasajeros debía reflejar los deseos de Eberhard Ludwig de acuerdo con su alto rango: el 11 de mayo de 1731, el duque se dirigió a la corte prusiana con seis vagones, cada uno arrastrado por seis sementales. Esto era de importancia simbólica, ya que solo los reyes tenían ocho caballos. Eberhard Ludwig se presentó así como soberano, que apenas estaba detrás de los reyes. Los últimos dos carruajes sirvieron solos para transportar guardarropa, equipaje y cuatro sirvientes. Detrás de los carruajes, montados en caballos, seguían a innumerables sirvientes, como cocineros, ayuda de cámara y tensores. El duque estaba en Potsdam por el rey Federico Guillermo I recibido. El monarca prusiano honró a su invitado con eventos de caza, bailes y marchas de soldados. Después de una estancia de dos semanas, Eberhard Ludwig, que estaba mal de salud, comenzó el arduo viaje de regreso a casa. La visita a Potsdam y Berlín siguió siendo el último viaje del duque de 55 años.

### Cuestión de sucesión política confesional
Eberhard Ludwig solo había engendrado un hijo con Johanna Elisabeth de Baden-Durlach : Friedrich Ludwig debería garantizar la continuidad de la línea de la dinastía de Stuttgart. Con este fin, dejar que Eberhard Ludwig su hijo de 18 años de edad, con la sobrina nieta del rey prusiano Friedrich Wilhelm I casarse. De hecho, la princesa hereditaria Henriette Marie. El 4 de agosto de 1718, un hijo llamado Eberhard Friedrich llegó al mundo. Sin embargo, debido a la alta mortalidad infantil, la sucesión al trono solo fue aparente durante dos generaciones. El bebé recibió solo 563 días. A mediados de la década de 1720, su padre comenzó a doler. Sufría ataques de tos severos y estaba constantemente perdiendo peso. Eberhard Ludwig mostró poca empatía por su hijo gravemente enfermo. En cartas lo instó a tener relaciones sexuales una y otra vez. Henriette Marie le recordó su obligación divina de dar a luz a un heredero al trono, en vano. Eberhard Ludwig tuvo que darse cuenta de que el ramal católico de su primo Karl Alexander. En el futuro previsible, el ducado luterano-luterano podría gobernar. Dado que los súbditos del duque y de Württemberg pertenecerían a diferentes denominaciones, los estados temían una recatolicización de Wuerttemberg basada en la paz religiosa de Augsburgo de 1555. Sin embargo, la paz de Westfalia de 1648 ya tenía el principio no oficial de la paz religiosa de Augsburgo " cuius regio, eius religio " - cuyo país La religión, después de que el gobernante había podido determinar la denominación de los sujetos, anuló y, en cambio, escribió el estado confesional territorial del "año normal" 1624 en el Sacro Imperio Romanofijo. Desde un punto de vista constitucional, se descartó una recolitización. El 24 de abril de 1731 declaró Eberhard Ludwig querer separar tanto su amante y su esposa. Quería volverse a casar para tener un sucesor al trono. Una reconciliación renovada con su esposa Johanna Elisabeth de Baden-Durlach rechazó inicialmente contra sus perplejos ministros, ya que todavía consideraba a su esposa por carta como una "pena impuesta por Dios". Por esta decisión del duque habló la edad de su esposa. A los 51 años apenas estaba embarazada. Por otro lado, un divorcio final de Johanna Elisabeth podría atrapar al Margrave de Baden-Durlach, un socio político estratégicamente importante para el Ducado de Württemberg. Además, Eberhard Ludwig era conocido en las cortes principescas por su escandalosa vida amorosa. Por esta razón, no fue posible crear un nuevo matrimonio. Si aún quería evitar la adhesión de Charles Alexander, finalmente tuvo que reconciliarse con Johanna Elisabeth. El 30 de junio de 1731, Eberhard Ludwig y Johanna Elisabeth acordaron un acuerdo de reconciliación. El 23 de noviembre de 1731, Friedrich Ludwig, de 32 años, se derrumbó en la mesa del almuerzo y murió esa misma noche. Su amante de mucho tiempo Wilhelmine von Grävenitz, mientras tanto la condesa von Würben, encarceló a Ludwig Eberhard en la fortaleza Hohenurach. Solo en la primavera de 1733 fue liberada. En abril de 1733 se dejaron última Württemberg.

### Introducción del Nuevo Código de Proceso Penal (1732)
El sistema adoptado por Eberhard Ludwig 4 de abril de 1732 Código de procedimiento penal se basa en el largo pasado de moda Constitutio Criminalis Carolina por 1532. Ellos regulan la búsqueda de los delincuentes, así como la investigación preliminar de delitos. Para este propósito, las formas crueles de tortura fueron concebidas expresamente como medios para encontrar la verdad judicial.  Como un delito particularmente grave Eberhard Ludwig vio la caza furtiva de, una interferencia con el noble privilegio de caza. Debido a las frecuentes malas cosechas, los campesinos ocasionalmente mataban animales. Para frenar esto, Eberhard Ludwig concluyó un tratado con la República de Venecia.lo que le permitió condenar a los cazadores furtivos a penas de galera y transferirlos a las autoridades venecianas. Los Wurttemberger, que fueron condenados al servicio de galera, generalmente murieron de agotamiento antes de que se les permitiera regresar.

### Endeudamiento y función de la corte
Con los gastos para la construcción del castillo de residencia en Ludwigsburg, el ejército permanente y las autoridades centrales ducales fuertemente expandidas, Eberhard Ludwig, exageraron la eficiencia económica de su ducado. Solo en los años 1714-1733, el tribunal devoró una cuarta parte del gasto gubernamental. A modo de comparación: en 1678, Luis XIV hizo de la granja "solo" el 23% del gasto estatal. Ya en 1775, 42 años después de la muerte de Eberhard Ludwigs, la montaña impaga de deudas del difunto ascendía a un millón de florines. Sin embargo, una alta deuda nacional no era un fenómeno aislado en la época barroca, porque los príncipes imperiales como Eberhard Ludwig se inspiraron en una competencia cultural. La tesis de dominación utilizada por el sociólogo Norbert Elias sobre Louis XIV de que la corte tenía la tarea de domesticar a la nobleza al ser enterrada en la burocracia y el ejército del monarca, solo puede transferirse de forma limitada a Württemberg. En Württemberg, no había nobleza terrateniente significativa, pero al promover familias aristocráticas "no nativas" o no Württemberg en su corte, el duque trató de establecer un contrapeso político dependiente de su favor a los dominados por las fincas burguesas. Por lo tanto, el Ministerio de la Conferencia, que reemplazó al Consejo Privado como el órgano supremo de gobierno, estaba ocupado solo por nobles que debían su vocación y posición únicamente al Duque. Al final del reinado de Eberhard Ludwig, la influencia de las propiedades estaba claramente debilitada, pero no completamente rota.

## Cultura y arte
Fundación de la Orden de Hubertus 
El 2 de noviembre de 1702, Eberhard Ludwig fundó la primera Orden de Württemberg, la Orden de St. Hubert. La comunidad caballeros fue después de la patrona de la caza, el santo Obispo Hubertus nombre y la apreciación rango de la Duke deben servir. Sin embargo, solo se produjeron príncipes regionales como el Margrave de Baden-Durlach, el Príncipe de Hohenzollern-Sigmaringen y el Margrave de Bayreutha la orden. De lo contrario, el laudo se limitaba a la nobleza judicial de Württemberg. Los caballeros cortesanos tenían que usar la Orden diariamente. Desafiando, incluso el duque tuvo que darle al gobernante una escopeta y las pistolas de observación y diez gulden para los pobres. La primera reunión de caballeros tuvo lugar el 3 de noviembre de 1704 en el Erlachhof, el núcleo de la posterior Residenzschloss de Ludwigsburg.

### La caza
Desde la Edad Media, la caza se consideraba un privilegio de príncipes y nobles. Desde el punto de vista de la nobleza, originalmente cumplió tres funciones: primero, proteger a la agricultura del daño causado por el juego, en segundo lugar derribar a los depredadores como lobos y osos y, en tercer lugar, la adquisición de alimentos. En la actualidad, Eberhard Ludwig, la búsqueda de la actividad de ocio popular y la representación judicial forma de graduación patriarcal y la resistencia habían desarrollado. Liebres, jabalíes, ciervos y zorros fueron cazados en recintos y Eberhard Ludwig condujo ante el arma. En los directorios de caza, los resultados del duque se reprodujeron con precisión. En los dos inviernos 1731 y 1732 se dice que mató a 20,000 animales. El duque aportó buenas cualidades para la caza: era un buen jinete y auriga.

### Galería Ancestral en la Residenzschloss Ludwigsburg
Como es habitual en todas las cortes reales de Europa occidental y central, Eberhard Ludwig siguió el modelo francés del Palacio de Versalles. Se hizo cargo no solo de las ideas arquitectónicas de Versalles, sino también del idioma francés, la moda y la etiqueta. Cuando el duque visitó la corte de Luis XIV durante su Gran Tour en 1700, viajó estrictamente de incógnito con un pequeño séquito. Una audiencia con el rey francés, escapó de sus experiencias en la Guerra de Sucesión del Palatinado, que había devastado su ducado de Württemberg. Solo como mecenas de las artes. Admiraba al duque de Württemberg, el gobernante irrestricto Rey Sol. La exitosa carrera militar en la guerra de sucesión española permitió que la confianza en sí mismo de Eberhard Ludwig aumentara aún más. Al igual que el Rey Sol con Versalles y Ludwig Wilhelm de Baden-Baden con Rastatt, ahora quería construir una gran residencia a las puertas de su capital. Esta residencia, que fue la primera piedra en 1704, en su opinión era políticamente necesaria para respaldar sus reclamos de dignidad electoral por un lado y redondeo territorial por el otro. Como no pudo realizar ambas ambiciones en la primera década del siglo XVIII, se suponía que la Residencia de Ludwigsburg compensaría estos fracasos políticos. Expresó la voluntad de Eberhard Ludwigs de considerar sus derrotas políticas solo como retrocesos temporales a través de la demostración arquitectónica de la fuerza. Los costos y las cargas de sus súbditos no jugaron parte en la realización de estos planes. La población de la región circundante tenía servicios frondosos para el castillo.no importaba si el trabajo era solo en el tiempo del grano y el heno. Dado que muchos granjeros, pero también viticultores aparecieron demasiado tarde en el sitio o incluso escaparon, el Duque aprobó castigos crueles, como el encadenamiento ocasional en las ruedas del carro. Como el duque no tenía un concepto general o no permitía la preparación de un plan, el costo del castillo explotó. Más de tres millones de florines devoraron el edificio por completo.
Más tarde, se desarrolló la ciudad de Ludwigsburg. Desde 1711, Eberhard Ludwig vivió allí con mayor frecuencia, principalmente en compañía de su amante de mucho tiempo Wilhelmine von Grävenitz. 1718 puso a Eberhard Ludwig y a ella juntos en la residencia de Stuttgart a Ludwigsburg y elevó la ciudad planificada, aún poco poblada, a la capital del ducado. La duquesa Johanna Elisabeth de Baden-Durlach se quedó en el castillo de Stuttgart.

### Corte ceremonial
La vida cotidiana de Eberardo Luis estaba estrictamente regulada por la ceremonia ceremonial. En invierno, el duque fue despertado a las 6 en punto, en el verano a las 7 en punto por su ayuda de cámara, que dormía en la misma habitación que Eberhard Ludwig. Además del ayuda de cámara, el perro lobo negro Melac dormía en las inmediaciones del duque. Según los informes de los cortesanos, el descanso sobre un animal de piel de tigre debería haberse comportado muy sospechoso de los extraños y, por lo tanto, se había convertido en el "último guardaespaldas" ideal. A este respecto, también lleva el nombre del general francés Ezéchiel de Mélac. Esto tuvo el Castillo de Heidelberg en la Guerra de Sucesión del Palatinado explotó y causó muchos incendios provocados. Con el ascenso de Eberhard Ludwigs comenzó la ceremonia matutina de la palanca, el Eberhard Ludwig se hizo cargo del Palacio de Versalles. Altos ministros, generales y familiares ya habían aparecido en este momento. Chamberlain, la corte y Kammerjunker se encargaron de la operación del duque (vestirse y precalentarse, ajustar y vaciar el baño de la mañana). En esta ocasión, la nobleza de la corte por primera vez podría dirigir una palabra familiar al monarca, una situación en la que uno podría ganar o perder puestos o rangos. La habitación de Eberhard Ludwigs era la habitación más interior. Poco a poco, cada vez menos personas fueron admitidas en las habitaciones frente a ellos (patio delantero, sala de audiencia, sala de espejos). De esta manera, se enfatizaron las relaciones de rango, pero también el favor del duque. Hasta las 11 en punto, Eberhard Ludwig se ocupó de los asuntos de estado, se dejó presentar y aconsejar por sus ministros. Solo con su firma podrían las autoridades estatales hacer cumplir las leyes y reglamentos. A las 11 en punto, comenzó la mesa del almuerzo, como la palanca para todos los cortesanos importantes se asoció con una asistencia obligatoria. Con este fin, el duque expandió su vajilla parcialmente dorada mediante compras costosas en el extranjero, ya que desconfiaba de las artesanías locales. La composición y los asientos de la sociedad de la mesa ducal, e incluso la asignación de asientos libres se estableció meticulosamente en las órdenes judiciales de 1702 y 1730. El círculo de personas estaba formado por los miembros más cercanos de la familia, Eberhard Ludwig, propietario de la corte superior y las oficinas gubernamentales, militares, a veces su amante y algunas damas, que no fueron descritas por su nombre. Los visitantes extranjeros tuvieron el privilegio de cenar en la mesa del duque. Sin embargo, aquellos que no tuvieron un descenso significativo deberían recibir este favor ducal solo una vez. Para una estancia más larga tuvo que conformarse con la mesa del mariscal después.
Por la tarde, se realizaban excursiones en trineo o automóvil en las cercanías, se cazaba o asistía a juegos de mesa o reuniones sociales. La rutina diaria fija significaba que Eberhard Ludwig anhelaba el cambio, para lo cual tenía magníficas ceremonias (bailes, fuegos artificiales, óperas y representaciones teatrales) organizadas por su maestro de ceremonias. Solo 100 días al año, el duque se entretuvo con dramas y comedias en el teatro. En los años siguientes Eberardo Luis completó una brillante carrera militar, durante la cual participó en la batalla de Höchstädt en 1704, que motivó su nombramiento de Comandante en jefe del ejército del Rin. En 1707 ascendió a mariscal de campo de las tropas de Suabia en la guerra de sucesión española.

## Legado
Poco antes de 1700, visitó a Luis XIV de Francia en el Palacio de Versalles y planeaba hacer un Estado absolutista de Wurtemberg. Subió los impuestos, pero la financiación siguió siendo un obstáculo. En 1704, se sentaron las bases para su Palacio de Luisburgo. Para ahorrar dinero, permitió a los trabajadores residir libres de impuestos en torno al palacio durante 15 años. Más tarde, la ciudad de Luisburgo se desarrolló a partir de estas residencias.

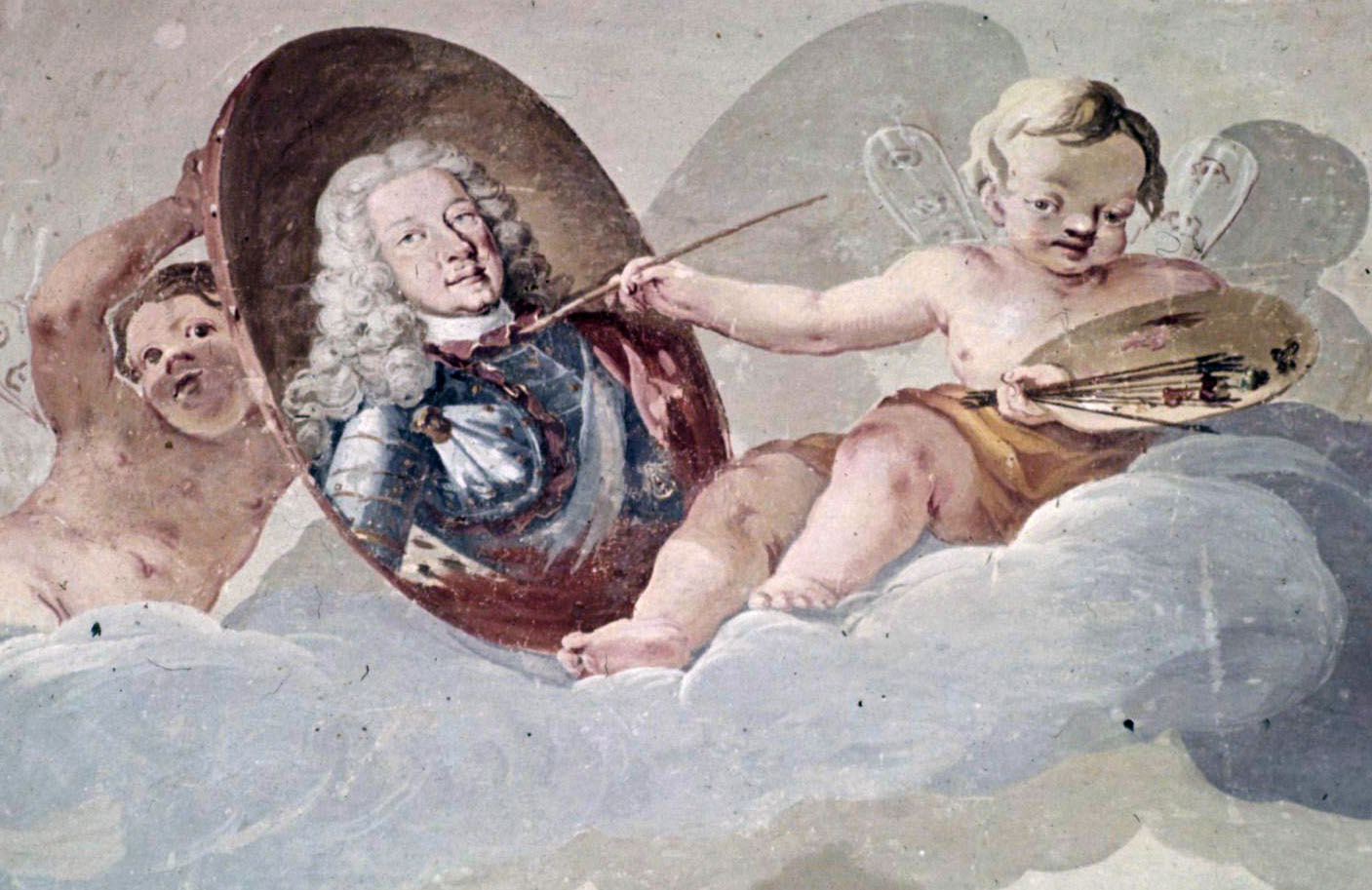
Un querubín pintó el retrato del duque Eberardo Luis, pintura mural de Luca Antonio Colombo en el castillo de Luisburgo, 1711.

A partir de 1711, Eberardo Luis pasaba cada vez más tiempo en Luisburgo, generalmente en compañía de su amante Guillermina de Grävenitz, con la que contrajo matrimonio en 1707. Debido a la presión del emperador, el matrimonio tuvo que ser disuelto rápidamente y Grävenitz se fue al exilio. Eberardo Luis la siguió a Suiza, donde permanecieron hasta 1710. A la influyente amante solo se le permitió regresar a la corte una vez que ella se había casado con otro hombre, Graf von Würben. Durante más de dos décadas, Grävenitz tuvo una fuerte influencia en el gobierno del ducado y fue ella quien, junto con Eberardo Luis, trasladó la residencia y capital del ducado de Stuttgart a la ciudad escasamente poblada de Luisburgo. Juana Isabel de Baden-Durlach se quedó en el palacio real en Stuttgart.
Debido a la temprana muerte en 1731 de su heredero, el príncipe Federico Luis de Wurtemberg, el poder amenazaba con pasar a manos de la línea secundaria católica, lo cual era impensable para los protestantes de Wurtemberg. Así, el duque Eberardo Luis disolvió sus relaciones con Guillermina de Grävenitz y esperaba recibir un heredero de su legítima y largamente ignorada esposa, Juana Isabel. Sin embargo, ya que murió en Luisburgo de un derrame cerebral el 31 de octubre de 1733, no dejó heredero. El ducado pasó luego a su primo católico, Carlos Alejandro de Wurtemberg del linaje Wurtemberg-Winnental, aunque solo fue por unos años.